# Sumerština
Sumerština je starověký vymřelý jazyk používaný v jižní části Mezopotámie od 4. tisíciletí př. n. l. Kolem 1900 př. n. l. byla v běžné mluvě nahrazena akkadštinou, jazykem náboženským a vědeckým však zůstala po dvě další tisíciletí. Sumerština není příbuzná s žádným jiným jazykem a řadí se stejně jako například baskičtina mezi izolované jazyky.
Sumerština je prvním známým psaným jazykem. Používané písmo, zvané klínové, později převzaly další jazyky jako akkadština, ugaritština, ale i chetitština.

## Zařazení
Sumerština je aglutinační jazyk, to znamená, že pro vyjádření jedné gramatické funkce používá jeden afix. Ty se proto od sebe dají více či méně oddělit. Částečně je sumerština i ergativní jazyk (má ve svém systému pád ergativ).
Objevovaly se snahy přiřadit původem sumerštinu snad ke každému známému aglutinačnímu jazyku. Uvažovalo se například o příbuznosti s baskičtinou nebo drávidskými jazyky. Tyto dohady jsou však nepodložené a lingvistická komunita je neuznává. Zastoupení ve velké nostratické jazykové rodině nebo mezi dené-kavkazskými jazyky je také většinou lingvistické obce zavrhováno.

## Fonologie

### Souhlásky
|              |              | Labiála | Alveolára | Postalveolára | Velára | Glotála |
| ------------ | ------------ | ------- | --------- | ------------- | ------ | ------- |
| Nazála       | Nazála       | m       | n         |               | ŋ      |         |
| Ploziva      | Jednoduché   | p       | t         |               | k      | ʔ       |
| Ploziva      | S přídechem  | pʰ      | tʰ        |               | kʰ     |         |
| Frikativa    | Frikativa    |         | s         | ʃ             | x      | h       |
| Afrikáta     | Jednoduché   |         | t͡s        |               |        |         |
| Afrikáta     | S přídechem  |         | t͡sʰ       |               |        |         |
| Švih         | Švih         |         | ɾ         |               |        |         |
| Approximanta | Approximanta |         | l         | j             |        |         |

## Příklady

### Číslovky
| Sumersky         | Česky |
| aš, deli, diš, 𒁹 | jeden |
| min, 𒈫           | dva   |
| eš, 𒐈            | tři   |
| limmu, 𒐉         | čtyři |
| ia, 𒐊            | pět   |
| aš, 𒐋            | šest  |
| umun, imin, 𒐌    | sedm  |
| ussu, 𒐍          | osm   |
| ilimmu, 𒑆        | devět |
| u, 𒌋             | deset |

## Vzorový text
Enlil lugal kurkurra abba dig̃irdig̃irreneke
inim ginanita ning̃irsu šarabi  ki enesur
mesilim lugal kiške inim ištarannata
eš gana bera kiba na biru.